# (5288) Nankichi
(5288) Nankichi es un asteroide perteneciente al cinturón de asteroides, descubierto el 3 de diciembre de 1989 por Yoshikane Mizuno y el también astrónomo Toshimasa Furuta desde el Kani Observatory, Kani, Japón.

## Designación y nombre
Designado provisionalmente como 1989 XD. Fue nombrado Nankichi en homenaje al maestro y escritor de cuentos de hagas, Nankichi Niimi (1913-1943).

## Características orbitales
Nankichi está situado a una distancia media del Sol de 2,604 ua, pudiendo alejarse hasta 2,930 ua y acercarse hasta 2,278 ua. Su excentricidad es 0,125 y la inclinación orbital 11,92 grados. Emplea 1534,96 días en completar una órbita alrededor del Sol.
El próximo acercamiento a la órbita terrestre se producirán el 1 de septiembre de 2118.

## Características físicas
La magnitud absoluta de Nankichi es 12,6. Tiene 8,688 km de diámetro y su albedo se estima en 0,257.